# Convento de San Diego (Quito)
El Convento de San Diego, también conocido como Recoleta de San Diego, es un complejo religioso franciscano que consiste de convento, iglesia y museo. Está ubicado a las afueras del centro histórico de Quito, junto al cementerio del mismo nombre. El convento fue fundado el 30 de enero de 1597. (aunque su construcción empezó en 1599), siendo de esta manera la primera recolecta establecida en los territorios del actual Ecuador y la segunda más antigua de Sudamérica luego de la recoleta de Nuestra Señora de los Ángeles de Lima fundada en 1592

## Historia

### Fundación

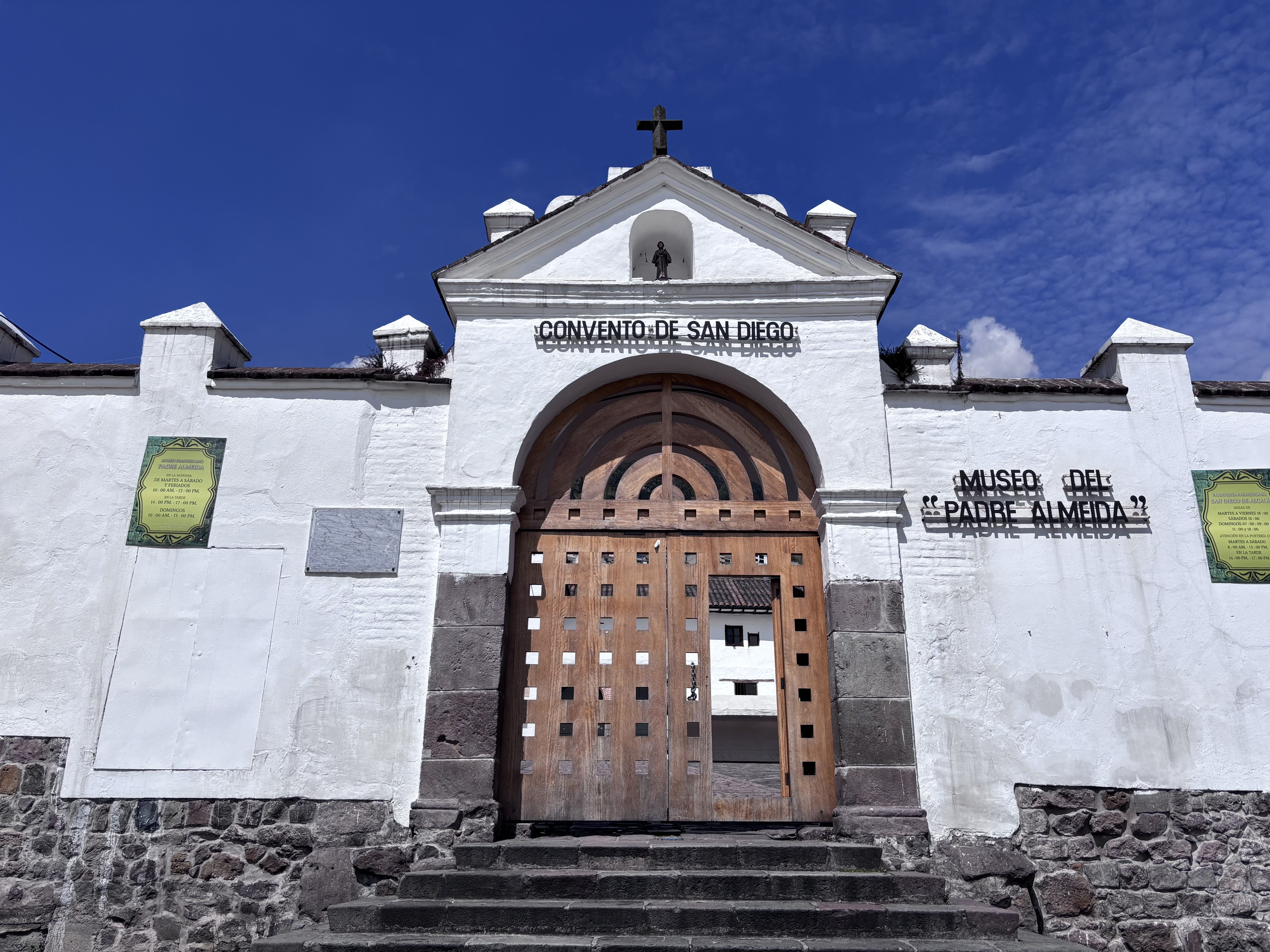
Entrada

Los documentos de aprobación para la fundación del convento de San Diego de Quito tienen fecha de 30 de enero de 1597, y cuenta con las licencias del presidente de la Real Audiencia de Quito (Lic. Esteban Marañón), el vicario general del obispado de Quito (Lic. Diego de Zorrilla), y el comisario general de la orden franciscana para las provincias de Perú y Tierra Firme (fray Juan de Montemayor). El sitio de construcción original habría sido en el sector de "Añaquito"

### De "Añaquito" a "Miraflores"

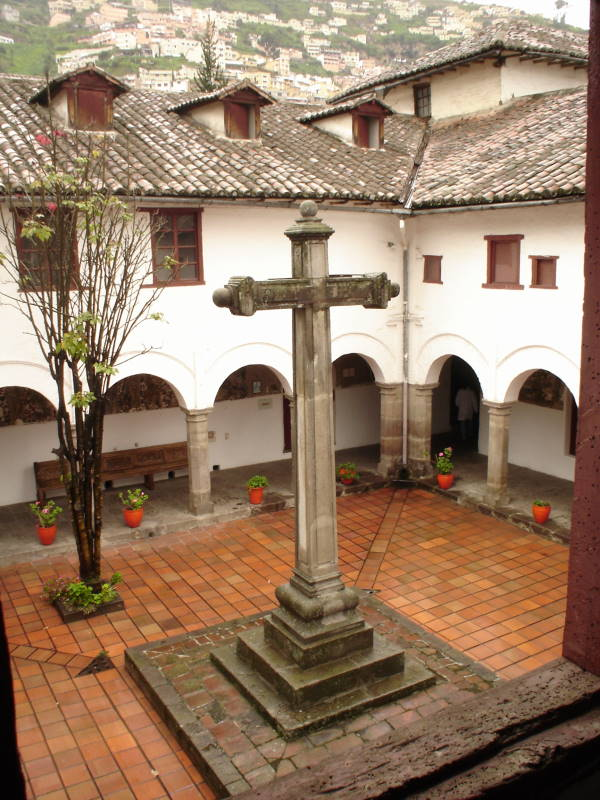
Patio de la Cruz, claustro más antiguo de la Recoleta.

El 15 de julio de 1599 fue aprobada una petición presentada por el fray Bartolomé Rubio para trasladar la recoleta desde Añaquito a su sitio actual al pie del Pichincha, a un lugar que por entonces tenía el nombre de "Miraflores". El padre Rubio fue provincial de la orden de 1599 a 1602, tiempo durante el cual también fundó el Convento de Nuestra Señora de los Ángeles de Guayaquil el 8 de julio de 1602

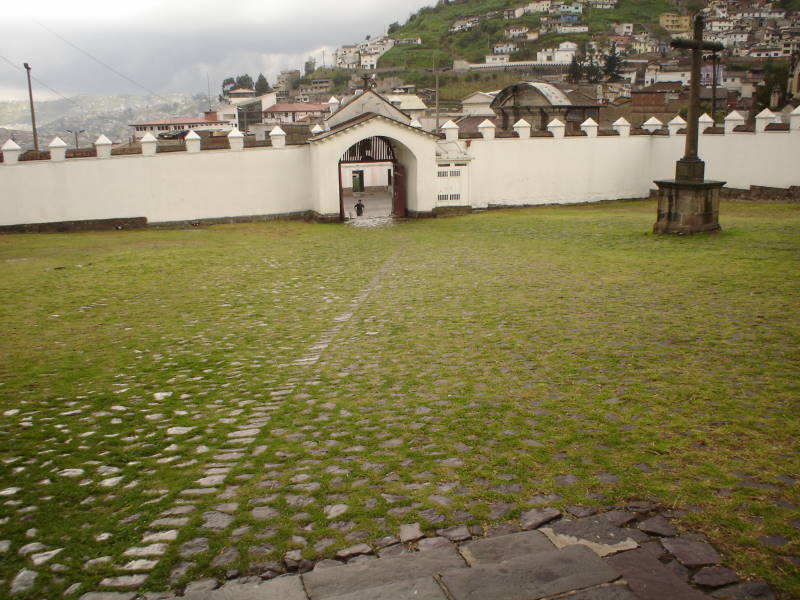
Este sería el sitio de la "placeta" donada por Beatriz de Cepeda Hinojosa en 1642.

La primera donación de tierras para la edificación del convento en su sitio actual fue gestionada por el padre Rubio y se concretó el 25 de junio de 1599. El donante fue un vecino de la ciudad llamado Marcos de la Plaza o Marcos de Plaza Este mismo vecino hizo una segunda donación de tierras adyacentes el 27 de diciembre de 1602. Finalmente, su viuda Beatriz de Cepeda Hinojosa hizo una tercera donación el 22 de mayo de 1642 que consiste en los terrenos de la actual plaza amurallada que está a la entrada del convento

Al momento de su construcción la Recoleta, como es típico de las construcciones de retiro, estaba alejada de la ciudad y en medio del campo. La actual Avenida 24 de Mayo era en ese tiempo una quebrada llamada de los Gallinazos (luego de Jerusalén), y actuaba como una barrera natural que aislaba la Recoleta del Quito de entonces.

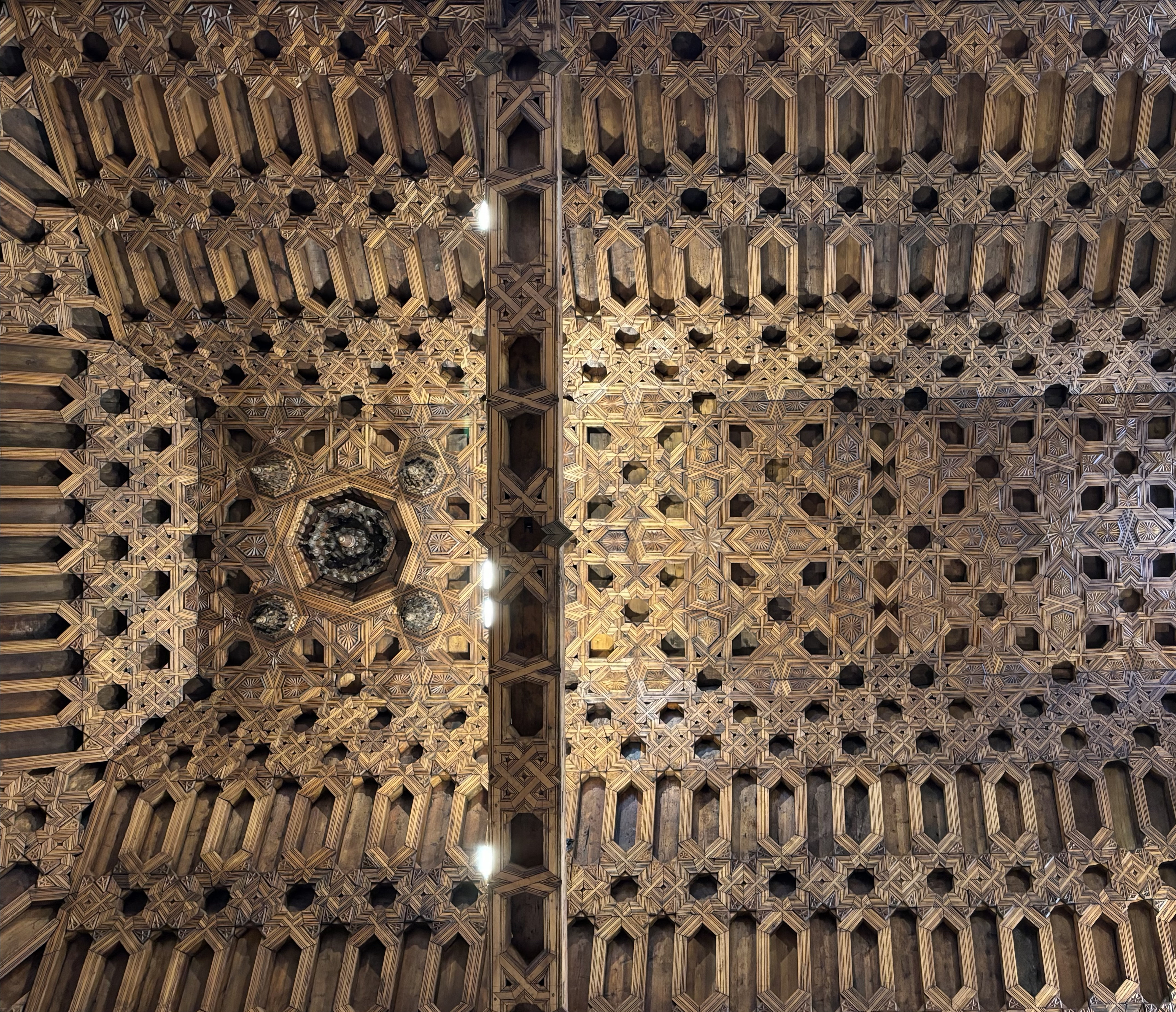
Artesonado de la capilla.
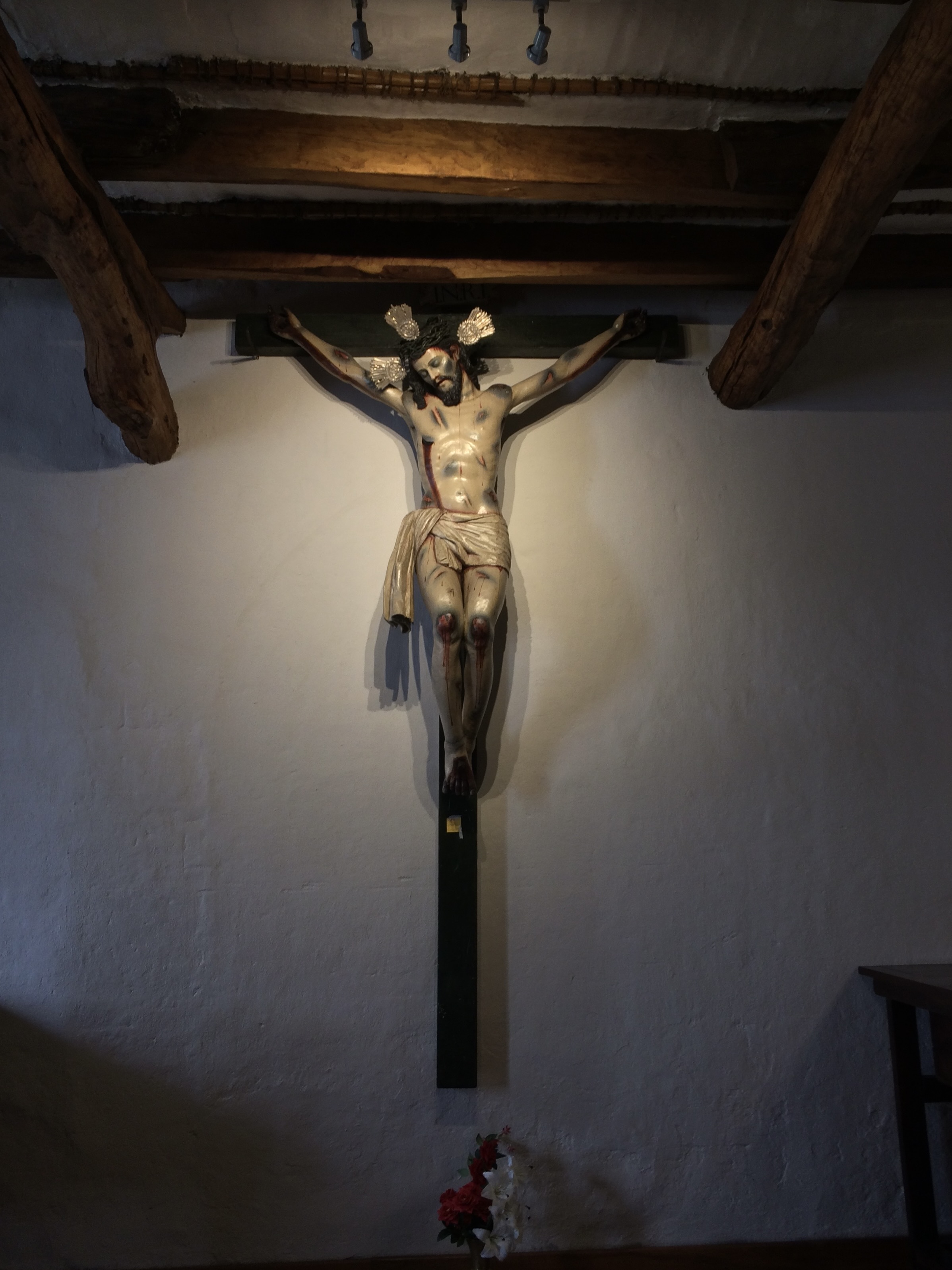
Cristo de la leyenda del padre Almeida.